# Oskou
Oskou este un oraș din Iran.